# Oratorio della Madonna del Vivaio
L'oratorio della Madonna del Vivaio si trova nel comune di Scarperia, in provincia di Firenze.
L'oratorio sorse tra il 1724 e il 1741 in un vallone immediatamente al di sotto delle mura urbane, dove si trovava un affresco tardoquattrocentesco con la Madonna col Bambino, molto ridipinto.
Si tratta di un significativo esempio di edificio religioso a pianta centrale con copertura a cupola. Alessandro Galilei, che ne fu l'autore, adottò per l'esterno una semplificazione dei volumi già di gusto illuministico, mentre per l'interno pensò a una magniloquente decorazione in stucco ancora attenta alle eleganze del tardo barocco.
L'oratorio della Madonna del Vivaio  è stata voluta dal popolo, poiché all’inizio del XVIII secolo in concomitanza di reiterati “scuotimenti di terremoti”, si era diffusa la devozione verso la Madonna del Vivaio. 
Il 30 agosto del 1723 per la prima volta la Madonna con Bambino, affrescata in un piccolo tabernacolo situato sotto le mura del castello di Scarperia nel versante verso Sant’Agata, chiuse ed aprì gli occhi. Numerose furono le testimonianze dell’evento miracoloso che si manifestò per 46 volte fino al 1730, e altrettante furono le attestazioni dei miracoli che la Madonna del Vivaio aveva operato su persone malate di febbre, possedute da demoni o guarite solo per aver bevuto alla vicina fonte. La grande quantità di attestazioni e la commozione spirituale suscitata dal miracolo, fecero sorgere nel popolo di Scarperia il desiderio di celebrare questo mistero con l’erezione di un edificio sacro attorno all’immagine. L’allora arcivescovo fiorentino, Giuseppe Maria Martelli, prima di accordarne la licenza, chiese al canonico Filippo de’ Medici di effettuare una ricognizione sui luoghi dove sarebbe dovuta sorgere la fabbrica. Il Medici fu accompagnato dall’architetto Alessandro Galilei, che per sola carità e devozione aveva accettato di progettare la nuova costruzione. Nella sua relazione il Medici scrive di aver assistito egli stesso, con stupore, al miracolo. 
Così il 7 agosto 1724 con una solenne cerimonia fu posta la prima pietra dell’oratorio del Vivaio. L’evento fu così importante che coinvolse non solo la popolazione di Scarperia, ma tutti i paesi limitrofi e anche quelli più prossimi alla Romagna, che festeggiarono accendendo “fuochi d’allegrezza”